# Минский камвольный комбинат
ОАО «Камволь», (бел. ААТ "Камволь") — одно из крупнейших белорусских предприятий лёгкой промышленности. ОАО «Камволь» — крупнейший производитель текстильной продукции, обладающий полным циклом производства: от изготовления пряжи до выпуска ткани и поставки продукции в страны Европы и СНГ.

## История
История одного из крупнейших промышленных предприятий Беларуси началась в конце 1940-х годов.

### 1950—1960 годы
Решение о закреплении за Министерством текстильной промышленности БССР земельного участка, расположенного в конце Червенского тракта, Минский городской Совет депутатов принял 5 марта 1947 года. Здесь было запланировано строительство хлопчатобумажной фабрики, которая впоследствии будет преобразована в легендарный камвольный комбинат.
Днём начала производственной деятельности стало 30 августа 1955 года.
Первые три гребнечесальные машины были подготовлены к пуску 15 февраля 1955 года. Первая пряжа с прядильных машин снята бригадиром съёмщиц Станиславой Михайловной Давыдовской 8 августа того же года.
К концу 1955 года было сдано в эксплуатацию 10 400 прядильных веретён, а в феврале 1956 года введено в строй ткацкое производство — на временных площадях пущены 55 ткацких станков и получены первые метры суровой ткани.
В 1957 году было смонтировано уже 400 ткацких станков.
К 1960 году предприятие начало работать в полную силу. При проектной мощности в 9046 метров было выпущено 10 173 метра готовой ткани.

### 1960—1970 годы
В 1965 году в порядке экономического эксперимента в числе немногих предприятий лёгкой промышленности БССР комбинат был переведён на планирование работы в соответствии с заказами потребителей. Разработано и запущено в производство девять новых видов тканей. Из 34 артикулов выпускавшейся продукции 20 соответствовали мировым стандартам.
В 1967 году на комбинате был выпущен стомиллионный метр ткани.
16 декабря 1968 года предприятию как победителю в соцсоревновании в честь 50-летия Белорусской ССР и Компартии Беларуси вручено на вечное хранение как символ трудовой доблести коллектива Красное знамя ЦК КП Белоруссии, Президиума Верховного Совета БССР, Совета Министров БССР и Белорусского республиканского совета профсоюзов.

### 1970—1980 годы
17 марта 1970 года Камволь получил звание «Предприятие высокой культуры производства», которое сохранилось за комбинатом по сегодняшний день.
За досрочное выполнение заданий пятилетнего плана (1966—1970 годы) по выпуску шерстяных тканей, внедрение поточных методов производства и механизацию трудоёмких работ 8 января 1971 года Указом Президиума Верховного Совета СССР коллектив комбината удостоен высшей награды — ордена Ленина.
31 марта 1973 года выпущен двухсотмиллионный метр ткани.
В 1974 году постановлением коллегии Министерства лёгкой промышленности СССР и Президиума ЦК профсоюза рабочих текстильной и лёгкой промышленности коллектив передового предприятия занесён в Книгу трудовой славы участников движения за коммунистический труд.
В 1975 году готовых тканей выпущено в 4 раза больше, чем в 1959 году, однониточной пряжи — в 5,4 раза больше, чем в 1956 году.
Спустя год прядильный цех подвергся реконструкции. Здесь было установлено 169 новых машин, мощность цеха увеличилась с 62 000 до 70 300 веретён.
Каждый десятый метр ткани имел Государственный знак качества СССР.

### 1980—1990 годы
За высокие показатели в выполнении плановых заданий и социалистических обязательств 1980 года и X пятилетки комбинат награждён дипломом I степени Совета выставки достижений народного хозяйства БССР.
Каждый третий метр ткани выпускался с почётным пятиугольником.
В 1988 и 1989 годах за организацию стабильного выпуска высококачественных товаров и продукции, пользующейся повышенным спросом покупателей, камвольному комбинату дважды присвоено звание «Предприятие отличного качества продукции». За историю существования предприятия ткани, производимые здесь, поставлялись потребителям более чем в 30 стран ближнего и дальнего зарубежья: 232 грузополучателя, среди которых 195 фабрик и 97 баз, закупали камвольные ткани.
В 1991 году продукция комбината была удостоена международного знака Woolmark — текстильного товарного знака, свидетельствующего о высоком качестве ассортимента.

### Кризис 1990-х годов
Кризис 1990-х годов негативно отразился на экономике страны, заставив руководителей промышленных предприятий искать новые пути развития производства. Для комбината годы включения Беларуси в рыночную систему экономики выработки стратегии и тактики в отношении цен были очень сложными. Однако даже в непростых экономических условиях предприятие продолжало работать.
В 1993 году комбинат был преобразован в открытое акционерное общество «Минский камвольный комбинат», а в 1996 году переименован в открытое акционерное общество «Камволь».

### Современный период
В 1995, 2012 и 2017 годах предприятие посещал Президент Республики Беларусь Александр Лукашенко.
После визита в 2012 году главой государства даны поручения об укреплении материальной базы предприятия.
В мае 2023 года президент Украины Владимир Зеленский ввёл санкции против комбината.

#### Модернизация ОАО «Камволь»
В целях развития в Республике Беларусь производства по выпуску высококачественных шерстяных тканей на Камволе произведено масштабное перевооружение производства
Согласно Указам Президента Республики Беларусь "О некоторых вопросах деятельности открытого акционерного общества «Камволь» от 14 ноября 2013 года № 510, "О вопросах открытого акционерного общества «Камволь» от 12 апреля 2017 года № 120 на предприятии проводилась модернизация и реконструкция производства по выпуску конкурентоспособных тканей бизнес- и экономкласса.
Модернизация осуществлялась в условиях параллельного проектирования и строительства по шести пусковым комплексам, которые были введены в эксплуатацию в 2015—2016 годах. К 2016 году преобразования были завершены, с этого времени полный производственный цикл (от переработки шерстяного волокна до выхода готовой ткани) осуществлялся на высокотехнологичном оборудовании ведущих мировых производителей. В рамках проведённых мероприятий на предприятии было установлено более 320 единиц высокоэффективного оборудования лучших производителей (Schlumberger, Франция, Thies, Volkmann, Zinser, Schlafhorst, Karl Mayer, Германия, Picanol, Бельгия, Tecnomeccanica Biellesse, Savio Италия.
Имеющееся и закупленное оснащение позволило предприятию оперативно реагировать на изменяющуюся ситуацию на рынке тканей, предлагать широкий ассортимент как чистошерстяных, так и смесовых тканей. Работа на оборудовании такого уровня помогла обеспечить очень высокое качество тканей при повышенной производительности, сократить сроки выполнения заказов.
Ткань обладала комплексом новых функциональных свойств и параметрами, соответствующими мировым стандартам. При этом соотношение по характеристикам мода — цена — качество — функциональность у ткани «Камволь» было оптимальным. Новое оборудование и технологии, отборная шерсть аргентинских и австралийских овец, работа квалифицированного персонала обеспечивали высокое качество продукции, в производство которой было заложено более 80 операций. Для различных типов тканей на предприятии производились и новые виды пряжи — сайра, кареспан, сайроспан. По итогам модернизации ОАО «Камволь» увеличило объёмы производства и реализации тканей, экспорт продукции и выручку от её реализации.

## Продукция
Предприятие выпускает следующие группы камвольных тканей:
- ткани бизнес-класса (серии SUPER 100—140’s);
- ткани пиджачного назначения типа «твид»;
- ткани ведомственного назначения;
- ткани для школьной формы;
- ткани для корпоративной одежды.

Комбинат предлагает потребителям большой выбор современных плательно-костюмных и брючных чистошерстяных, шерстяных, полушерстяных тканей с вложением полиэфирного волокна, вискозы, ПА, ПАН, эластановой нити «лайкра», льна в различных сочетаниях.
Продукция комбината применяется для пошива костюмов, платьев, деловой одежды для школьников. Здесь выпускается широкий ассортимент тканей для силовых структур. В обмундировании, сшитом из текстиля ОАО «Камволь», несут службу воины белорусской армии, выполняют свой профессиональный долг сотрудники милиции, гражданской авиации, таможни, прокуратуры.

## Дизайн-центр Камволя
Дизайн-центр предприятия занимается разработкой новых моделей швейных изделий, соответствующих перспективным направлениям моды, отвечающим художественно-эстетическим показателям качества, технико-экономическим требованиям промышленности и условиям применения прогрессивной технологии производства.
Разработки дизайн-центра высоко конкурентоспособны. Мастера создают эстетически выверенные, функциональные изделия высокого качества.
Основными направлениями в работе центра являются:
- постоянное совершенствование технологии пошива изделий и организации разработки востребованных современных моделей одежды;
- разработка новых моделей различного назначения с целью расширения и улучшения ассортимента выпускаемой продукции;
- налаживание тесного сотрудничества и изучение передового опыта ведущих международно-признанных центров дизайна, специализирующихся в области модельного бизнеса и производства одежды.

### Бренд Lemongrass
Камволь является учредителем бренда одежды Lemongrass, который представлен в стилистической категории Business и Smart Casual.
Коллекции женской и мужской одежды Lemongrass разрушили предубеждение о сезонности одежды из шерстяных тканей. Собственное производство и собственные высококачественные материалы из натуральных волокон (содержание шерсти от 35 до 100 %) позволяют создавать высококачественный продукт.

## Запуск суконного производства
Согласно Указу Президента Республики Беларусь "Об организации производства суконных тканей в ОАО «Камволь» от 31 декабря 2019 г. № 505 на территории комбината скоро будет налажен выпуск суконных тканей
Запланированная мощность будущего производства должна составить 1 млн погонных метров в год. Ожидается, что в рамках инвестиционного проекта «Создание нового производства по выпуску конкурентоспособных тканей бизнес- и экономкласса в условиях ОАО „Камволь“» предприятие выйдет на проектную мощность в 2024 году.
Бренд крупнейшей белорусской текстильной компании "Сукно" будет сохранён. Данная программа — наиболее эффективный вариант создания в стране современного суконного производства. Она позволит минимизировать сырьевые и сбытовые риски, обеспечить эффективное использование производственных площадей предприятия, сократить затраты на оборудование.
Запуск суконной цепочки в ОАО «Камволь» планируется на конец 2022 года.

## Фирменные магазины и официальные дилеры

### Фирменные магазины
ОАО «Камволь» имеет широкую сеть фирменных магазинов в которых представлен большой ассортимент тканей, женской одежды от «KAMVOL Collection» и мужской одежды «LEMONGRASS».
- Фирменный магазин «KAMVOL» (город Минск, Торговый центр «Столица», проспект Независимости 3/2);
- Фирменные магазины LEMONGRASS:
  - г. Минск, ул. Денисовская, 8 (Торговый центр «Корона-Сити»);
  - г. Минск, проспект Независимости, 3/2 (Торговый центр «Столица»);
  - г. Минск, ул. Петра Мстиславца, 11 (ТЦ «Dana Mall»);
  - г. Минск, ул. Маяковского, 176/11;
  - г. Брест, ул. Гоголя, 59-35.

### Дилеры в Республике Беларусь
- Минсктекстильторг;
- Витебсктекстильторг;
- Гомельтекстильторг;
- Могилевтекстильторг;
- ООО «БестТекс»;
- ТОАО «Гродно-Культторг»[16]

### Дилеры в Российской Федерации
- «Текстиль Нова»[16]

### Дистрибьютор в Российской Федерации
- «Textile Avenue Internationa»[16]

## Камволь в кинематографе
На комбинате работают герои фильма 1959 года «Любовью надо дорожить», съёмки велись в корпусах и цехах предприятия.